# Pinanga riparia
Pinanga riparia är en enhjärtbladig växtart som beskrevs av Henry Nicholas Ridley. Pinanga riparia ingår i släktet Pinanga och familjen Arecaceae. Inga underarter finns listade i Catalogue of Life.